# Liga Asobal 2022/23
Die Liga Asobal 2022/23 war die 33. Spielzeit der Liga Asobal, der höchsten Spielklasse im spanischen Männerhandball. Nach dem Hauptsponsor wurde sie seit November 2022 Liga Plenitude Asobal (bis Oktober 2022 Liga Sacyr Asobal) genannt. Der Verband RFEBM war Ausrichter der Meisterschaft. Der Ligabetrieb begann am 3. September 2022 und endete am 11. Juni 2023. Meister wurde erneut der FC Barcelona („Barça“).

## Teams
16 Teams spielen in der Saison 2022/23 in der höchsten Liga.
Außer Titelverteidiger Barça spielten auch Frankin BM Granollers, Bidasoa Irun, TM Benidorm, Rebi Balonmano Cuenca, BM Logroño La Rioja, ABANCA Ademar León, Helvetia Anaitasuna, Bada Huesca, Ángel Ximénez Puente Genil, Bathco BM Torrelavega, Frigoríficos del Morrazo Club Balonmán Cangas, Recoletas Atlético Valladolid und Unicaja Banco Sinfín bereits in der vorherigen Saison in der Liga Asobal.
Aufsteiger in die erste Liga waren BM Cisne und CÍVITAS BM Guadalajara.

## Modus
Die 16 Teams spielten jeder gegen jeden in Hin- und Rückspiel.
Der Erstplatzierte nach Abschluss der Spielzeit war spanischer Meister.
Die beiden letztplatzierten Teams stiegen in die División de Honor Plata ab. Das Team auf Platz 14 trat in Relegationsspielen gegen den Drittplatzierten der 2. Liga an.

## Spielzeit
Die Saison begann am 3. September 2022. Nach dem 15. Spieltag am 10. Dezember 2022 ging der Ligabetrieb wegen der Weltmeisterschaft 2023 in eine Pause; die spanische Auswahl wurde dort Dritter. Vom 4. Februar bis 4. Juni 2023 wurde die zweite Runde der Liga ausgetragen. Die Saison endete am 11. Juni 2023 mit dem letzten Relegationsspiel.
Parallel zum Ligabetrieb spielte Barça in der EHF Champions League 2022/2023. In der EHF European League 2022/2023 traten Frankin BM Granollers, Bidasoa Irun, BM Benidorm, Rebi Balonmano Cuenca und BM Logroño La Rioja an.

## Ergebnisse
Der FC Barcelona („Barça“) konnte sich am 23. Spieltag die Meisterschaft sichern. Es war die 30. Meisterschaft für den Verein und die 13. in Folge. Mit dem Gewinn schon am 23. Spieltag (von 30) stellte die Mannschaft auch ihren eigenen Rekord aus der Spielzeit 2018/2019 ein. Bis dahin hatte das Team keinen Punkt abgeben müssen. Mit der Meisterschaft ist auch der Start in der EHF Champions League 2023/2024 verbunden. Mit dem letzten Spieltag hatte die Mannschaft am 1. Juni 2023 die Saison verlustpunktfrei beendet.
Den Teams auf den Plätzen 2 und 3 steht ein Startplatz in der EHF European League 2023/2024 zu. Am 29. Spieltag stand fest, dass Rebi Balonmano Cuenca und Frankin BM Granollers diese Plätze belegen; die Entscheidung über die Reihenfolge fiel erst am letzten Spieltag.
Auch die Copa del Rey der Saison gewann Barça, womit dem im Pokalfinalspiel unterlegenen Verein BM Logroño La Rioja unabhängig von der Platzierung in der Meisterschaftssaison ein Startplatz in der EHF European League 2023/2024 zustand.
Als erster Absteiger stand nach dem 28. Spieltag der Club Cisne BM fest. Die Entscheidung über den zweiten Absteiger fiel erst am letzten Spieltag, als 15. der Meisterschaft stieg auch CÍVITAS BM Guadalajara direkt ab. Der Tabellen-14. Frigoríficos del Morrazo trat in der Relegation gegen Trops Málaga, den Drittplatzierten der zweiten Liga, an und konnte den Klassenerhalt sichern.

## Tabelle
| Pl.                                | Verein                            | Sp. | S  | U | N  | Tore      | Diff. | Punkte  |
| ---------------------------------- | --------------------------------- | --- | -- | - | -- | --------- | ----- | ------- |
| 1.                                 | Barça (M), (P) (/Kader)           | 30  | 30 | 0 | 0  | 1187:8040 | +383  | 060:00  |
| 2.                                 | Rebi Balonmano Cuenca (/Kader)    | 30  | 19 | 4 | 7  | 0891:8410 | +50   | 042:180 |
| 3.                                 | Frankin BM Granollers (/Kader)    | 30  | 18 | 4 | 8  | 0968:9190 | +49   | 040:200 |
| 4.                                 | Bidasoa Irun (/Kader)             | 30  | 19 | 1 | 10 | 0982:8730 | +109  | 039:210 |
| 5.                                 | BM Logroño La Rioja (/Kader)      | 30  | 16 | 3 | 11 | 0907:9110 | −4    | 035:250 |
| 6.                                 | Bathco BM Torrelavega (/Kader)    | 30  | 15 | 2 | 13 | 0924:9400 | −16   | 032:280 |
| 7.                                 | ABANCA Ademar León (/Kader)       | 30  | 14 | 4 | 12 | 0996:9930 | +3    | 032:280 |
| 8.                                 | Ángel Ximénez Puente Genil        | 30  | 14 | 2 | 14 | 0915:9600 | −45   | 030:300 |
| 9.                                 | TM Benidorm                       | 30  | 11 | 3 | 16 | 0875:9030 | −28   | 025:350 |
| 10.                                | Recoletas Atlético Valladolid     | 30  | 11 | 3 | 16 | 0868:9170 | −49   | 025:350 |
| 11.                                | Bada Huesca                       | 30  | 9  | 5 | 16 | 0919:9370 | −18   | 023:370 |
| 12.                                | Blendio Sinfín                    | 30  | 9  | 4 | 17 | 0832:9180 | −86   | 022:380 |
| 13.                                | Helvetia Anaitasuna               | 30  | 9  | 4 | 17 | 0876:9020 | −26   | 022:380 |
| 14.                                | Frigoríficos del Morrazo (/Kader) | 30  | 7  | 6 | 17 | 0839:9220 | −83   | 020:400 |
| 15.                                | CÍVITAS BM Guadalajara (N)        | 30  | 8  | 2 | 20 | 0834:9580 | −124  | 018:420 |
| 16.                                | Club Cisne BM (N)                 | 30  | 7  | 1 | 22 | 0857:9720 | −115  | 015:450 |
| Quelle: RFEBM, Stand: 3. Juni 2023 |                                   |     |    |   |    |           |       |         |

Bei Punktgleichheit entscheidet der direkte Vergleich.
Legende:

## Zuschauer
Zu den Partien kamen 296.500 Zuschauer, das waren 63.236 mehr als in der Vorsaison.
Die meisten Zuschauer bei einem Spiel kamen zur Begegnung von Granollers gegen Barcelona (4500).
Die beiden Vereine mit den höchsten Zuschauerzahlen in ihrer Heimspielstätte insgesamt waren ABANCA Ademar León (37.702) und Frigoríficos del Morrazo (31.230).

## Tore
In der Saison wurden in 240 Spielen (ohne Relegation) 14670 Tore erzielt. Die fünf besten Torschützen waren Joaquim Nazaré, Antonio Martínez, Alexandre Chan, Antonio Garcia und Álvaro Martínez.
| Platz | Tore | Spieler          | Spiele (Tore pro Spiel) | Verein                        | Gesamttore des Vereins |
| ----- | ---- | ---------------- | ----------------------- | ----------------------------- | ---------------------- |
| 1     | 192  | Joaquim Nazaré   | 30 (6,4)                | Rebi Balonmano Cuenca         | 891                    |
| 2     | 188  | Antonio Martínez | 30 (6,3)                | ABANCA Ademar León            | 996                    |
| 3     | 183  | Alexandre Chan   | 30 (6,1)                | Club Cisne BM                 | 857                    |
| 4     | 162  | Antonio Garcia   | 27 (6)                  | Frankin BM Granollers         | 968                    |
| 5     | 149  | Álvaro Martínez  | 30 (5)                  | Recoletas Atlético Valladolid | 868                    |

## Paraden
Die fünf Torhüter mit den meisten Paraden waren Rangel Luan, Javi Díaz, Roberto Rodríguez, Emil Nielsen und Mohamed Aly.
| Platz | Paraden | Spieler           | Spiele | Verein                   |
| ----- | ------- | ----------------- | ------ | ------------------------ |
| 1     | 298     | Rangel Luan       | 30     | Frankin BM Granollers    |
| 2     | 280     | Javi Díaz         | 30     | Frigoríficos del Morrazo |
| 3     | 269     | Roberto Rodríguez | 30     | TM Benidorm              |
| 4     | 253     | Emil Nielsen      | 28     | FC Barcelona             |
| 5     | 249     | Mohamed Aly       | 26     | Blendio Sinfín           |

## Ehrungen

### MVP Asobal
Die Liga zeichnete jeden Monat einen Spieler als Most Valuable Player (Wertvollster Spieler) aus. Drei Spieler werden jeweils vorgeschlagen, der Spieler mit dem höchsten Stimmanteil gewinnt den Titel MVP Asobal. Im Dezember 2022 und Januar 2023 wurde kein MVP gewählt, da der Spielbetrieb teils ruhte.
- September 2022: Nico Bono (Blendio Sinfín)[11]
- Oktober 2022: Antonio Serradilla (BM Logroño La Rioja)[12]
- November 2022: Adrián Fernández (Bathco BM Torrelavega)[13]
- Februar 2023: Antonio Bazán (Helvetia Anaitasuna)[14]
- März 2023: Antonio García (Fraikin BM Granollers)[15]
- April 2023: Isidoro Martínez (Bathco BM Torrelavega)[16]

Zum MVP Asobal der Saison wurde im Mai 2023 Gonzalo Pérez de Vargas gewählt.

### All-Star
Als beste Spieler der Saison wurden im Mai 2023 Gonzalo Pérez de Vargas, Francisco „Pancho“ Lombardi, Antonio García, Juan Castro, Joaquim Nazaré, Antonio Martínez und Ludovic Fabregas gewählt. Als bester Trainer wurde Antonio Rama, als bester Verteidiger Thiagus Petrus und als bester neuer Spieler Faruk Yusuf gewählt.

### Bestes Tor
Für das beste Tor (mejor gol) der Saison wurde Jenilson Varela (Frigoríficos del Morrazo) ausgewählt, das er am 18. Spieltag gegen TM Benidorm erzielt hatte.

### Beste Parade
Der Torwart des TM Benidorm, Roberto Rodríguez, wurde für die beste Parade geehrt. Sie gelang ihm am 3. Spieltag gegen Frigoríficos del Morrazo.

### Fair Play
Für besonders faires Verhalten wurde der Torhüter Aliaksandr Markelau (BM Logroño La Rioja) geehrt.

### Bester Torschütze
Mit 192 Treffern war Joaquim Nazaré (Rebi Balonmano Cuenca) bester Torschütze der Spielzeit 2022/2023.

### La Gala Asobal
Am 5. Juni 2023 wurden in Madrid die Ausgezeichneten Gonzalo Pérez de Vargas, Pancho Lombardi, Antonio García, Juan Castro, Joaquim Nazaré, Antonio Martínez, Ludovic Fàbregas, Thiagus Petrus, Faruk Yusuf, Antonio Rama, Jenilson Varela, Roberto Rodríguez und Aliaksandr Markelau mit einer Gala der Asobal (La Gala Asobal) geehrt.
Auf dieser Veranstaltung wurden auch die Spieler Julen Aguinagalde, Ivan Nikčević, Carlos Chocarro, Ander Ugarte, Iker Serrano und Nacho Moya aus ihrer aktiven Karriere im spanischen Handball verabschiedet.

### Beste Schiedsrichter
Als beste Schiedsrichter wurden Ignacio García Serradilla und Andreu Marín Lorente ausgezeichnet.